# Morethia boulengeri
Morethia boulengeri là một loài thằn lằn trong họ Scincidae. Loài này được Ogilby mô tả khoa học đầu tiên năm 1890.

## Hình ảnh

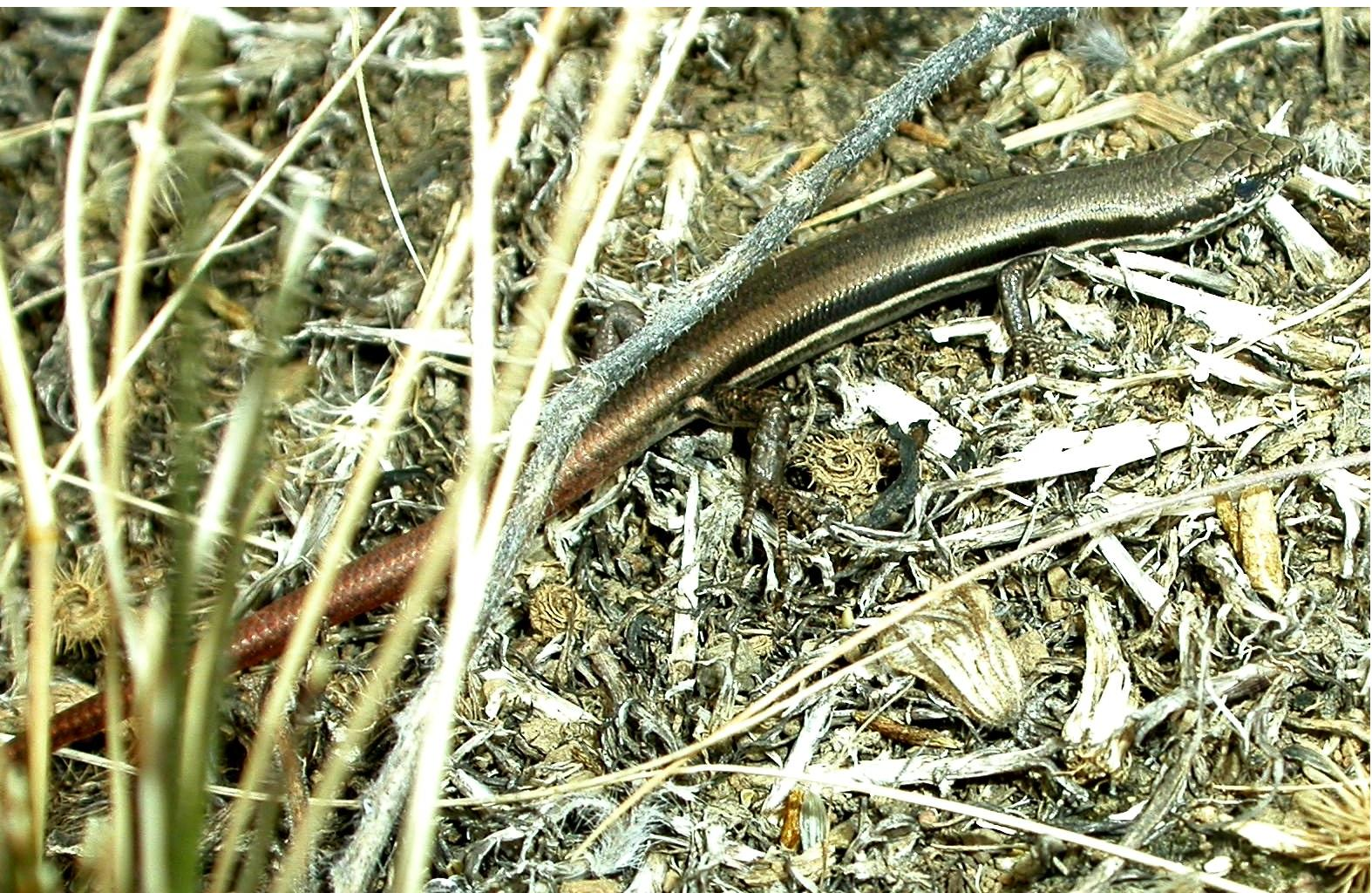
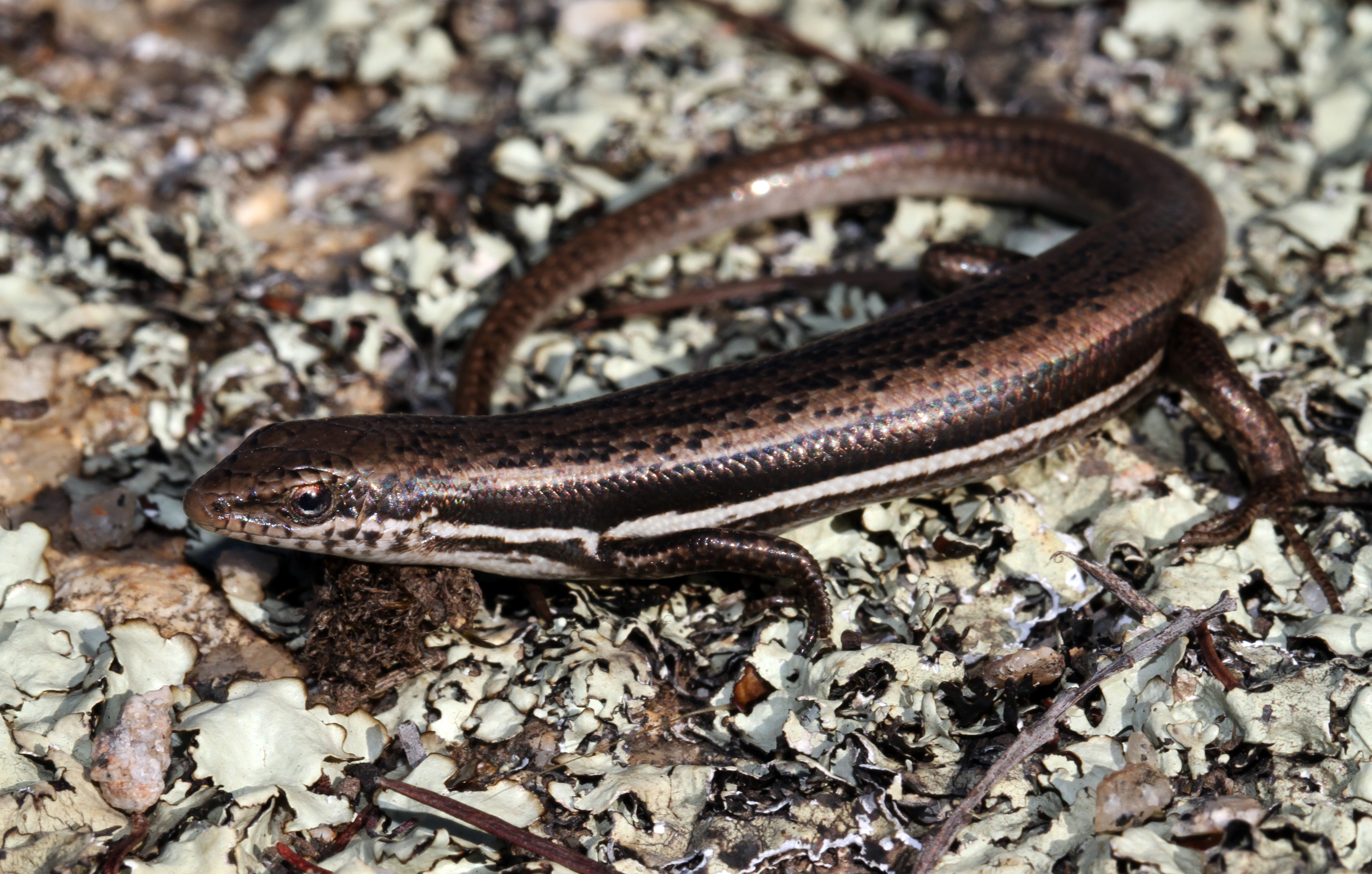
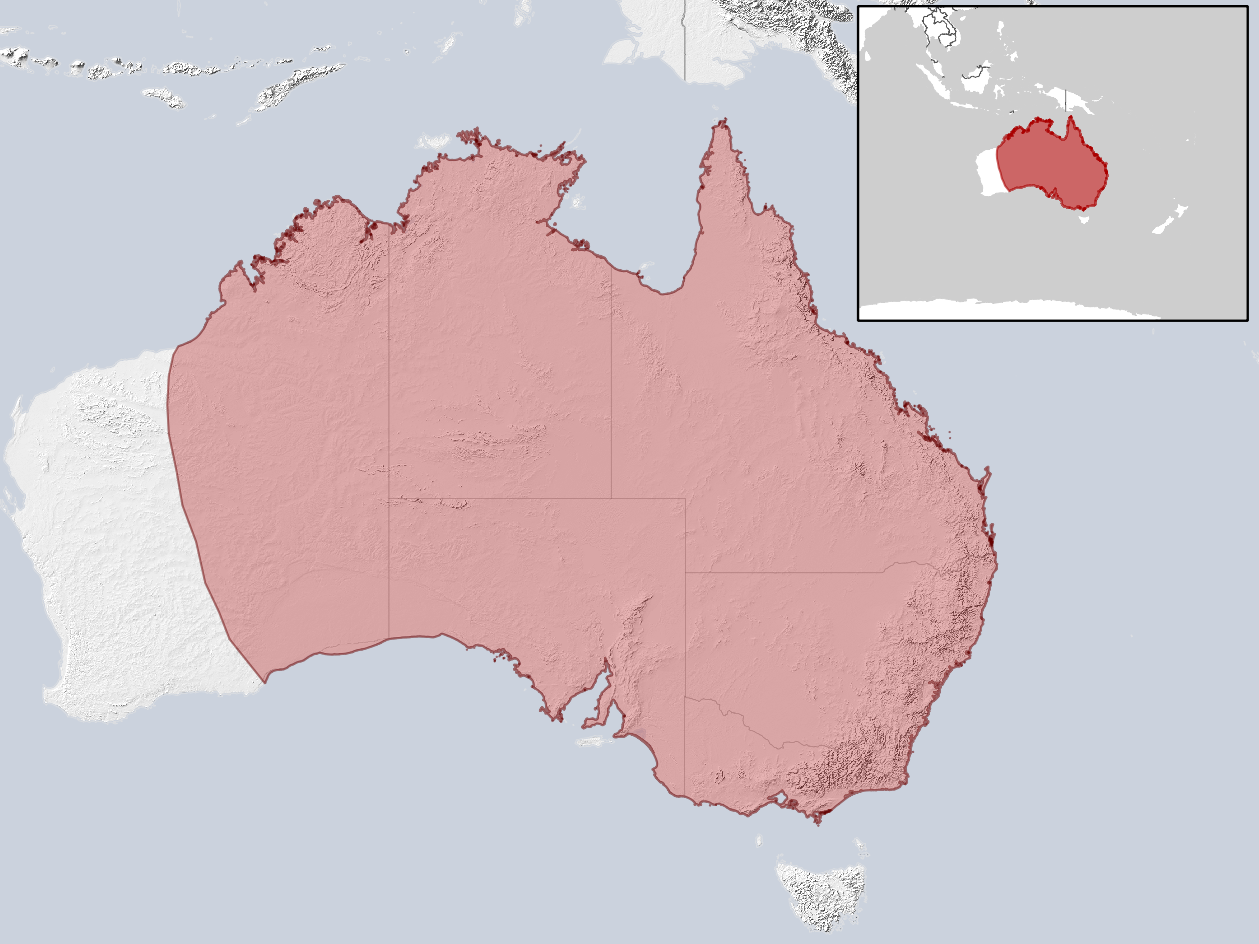